# Costituzione dell'Ohio (1802)

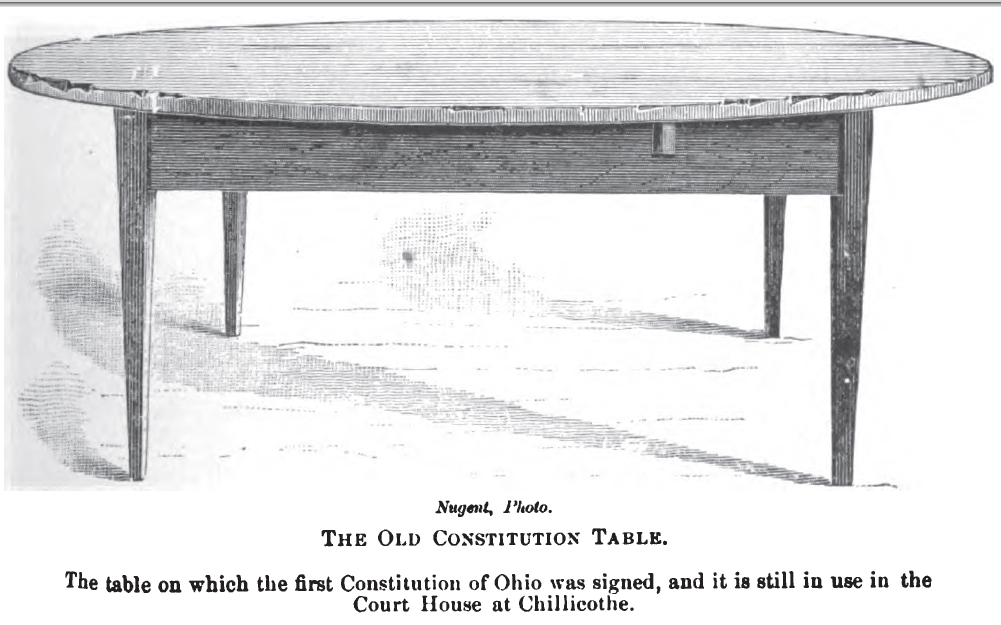
Il tavolo della firma della Convenzione

La Costituzione dell'Ohio del 1802 è stato un evento politico causato dall'incessante aumento di popolazione nello Stato statunitense dell'Ohio. Il congresso approvò una legge nella quale si voleva la creazione di un nuovo Stato indipendente dal Territorio del nord-ovest, che il Presidente Thomas Jefferson firmò il 30 aprile 1802.
Un congresso costituzionale di Stato venne tenuto nel novembre 1802 a Chillicothe, attualmente in Ohio, e adottò le condizioni stabilite dall'atto conosciuto come Costituzione dell'Ohio del 1802, dovute in parte alla percezione che il Governatore territoriale Arthur St. Clair aveva sull'incremento della popolazione. La costituzione fornì al nuovo Stato, che avrebbe dovuto nascere a poco, un debole potere politico e giudiziario, investendo tutto il potere in una legislatura bicamerale, conosciuta come Assemblea Generale dell'Ohio. Il congresso riconobbe l'esistenza dello Stato dell'Ohio, insistendo per fare di esso uno Stato indipendente dal Territorio del nord-ovest. Il 19 febbraio 1803 il Presidente Jefferson firmò una costituzione con la quale l'Ohio sarebbe finalmente diventato parte degli Stati Uniti d'America.
La prima Assemblea Generale si tenne nella città di Chillicothe, la nuova capitale di Stato, il 1º marzo 1803. Questa data è considerata la data di entrata negli Stati Uniti dell'Ohio, diciassettesimo Stato ad entrarvi. Oggi le Assemblee Generali si tengono nel Campidoglio di Columbus, attuale capitale di Stato.